# Eulogio Sandoval
Eulogio Sandoval (ur. ?) – były boliwijski piłkarz, reprezentant kraju. Podczas kariery występował na pozycji pomocnika.

## Kariera piłkarska
Podczas kariery piłkarskiej Eulogio Sandoval występował w latach 1950–1960 klubie Litoral La Paz. Z Litoral nie osiągnął większych sukcesów. 

## Kariera reprezentacyjna
Eulogio Sandoval występował w reprezentacji Boliwii w latach pięćdziesiątych. W 1950 wziął udział w mistrzostwach świata, gdzie był rezerwowym i nie zagrał w jedynym, przegranym 0-8 meczu Boliwii z Urugwajem.